# Вика найтонша
Вика найтонша (Vicia tenuissima) — вид квіткових рослин родини бобових (Fabaceae).

## Синоніми
- Ervum tenuissimum M.Bieb.

## Морфологічна характеристика
Це однорічна рослина.

## Поширення
Зростає в Європі (Албанія, Азорські острови, Балеарські острови, Бельгія, Франція, Велика Британія, Греція, Італія, Крим, Нідерланди, Португалія, Румунія, Сардинія, Сицилія, Іспанія, Швейцарія, Туреччина в Європі, колишня Югославія) й Лівані-Сирії.